# Morita Hiroshi
Hiroshi Morita (sinh ngày 18 tháng 5 năm 1978) là một cầu thủ bóng đá người Nhật Bản.

## Sự nghiệp câu lạc bộ
Hiroshi Morita đã từng chơi cho Sagan Tosu, Albirex Niigata, Omiya Ardija và Ventforet Kofu.